# Sprung aus den Wolken (Fernsehserie)
Sprung aus den Wolken (Originaltitel: Ripcord, „Reißleine“) ist eine US-amerikanische Fernsehserie, von der zwischen 1961 und 1963 76 Folgen, zunächst in Schwarz-Weiß, später in Farbe gedreht wurden. Die ARD strahlte davon 48 halbstündige Folgen im Vorabendprogramm aus. 

## Überblick
Die Serie handelt von zwei Fallschirmspringern, Jim und Ted, welche die Fallschirmspringerschule „Ripcord“ betreiben und dem Piloten Chuck Lambert und dessen Flugzeug Old Betsy. Die Serie zeigte eine Vielzahl von Abenteuern rund um die damals neue Sportart des Fallschirmspringens. Die Männer und ihr Flugzeug gerieten in ungewöhnliche Situationen, wo die besonderen Kenntnisse und Fähigkeiten des Teams gefordert waren. Dies konnten sowohl Verbrecherjagden als auch gewagte Rettungsaktionen sein, wenn diese auch gelegentlich absurd erschienen. 
Die Stunts beim Fallschirmspringen wurden von Bob Fleming und Joe Mangione ausgeführt. Fleming agierte auch als Pilot, wenn er nicht in einer Fallschirmspringerszene involviert war. Die Stunts galten als Aufsehen erregend und waren teilweise gefährlich. Es kam während der Dreharbeiten etwa zu einem Zusammenstoß von zwei Flugzeugen. Die Zuschauer wurden bereits zu Beginn jedes Teils auf die gefährlichen Stunts mit folgenden Worten eingestimmt: „Dies ist die Serie, welche die meisten Wagnisse im Fernsehen zeigt. Jeder Sprung, jedes Flugmanöver ist real, aufgenommen wie es passiert ist, ohne Tricks oder Illusionen. Alles, was zwischen dem Springer und dem Tod steht, ist seine Reißleine.“
Ken Curtis, der die Rolle des Jim spielte, erlangte später größere Bekanntheit in der Rolle des Festus Haggen in der Westernserie Rauchende Colts.
Bekannte Schauspieler wie Harry Carey, Jr., Lee Van Cleef, Pat Conway, Richard Eastham, Lang Jeffries, Dayton Lummis, Tyler McVey und Denver Pyle hatten Gastauftritte in der Serie. 
Durch die Serie wurden kleine Fallschirmspringerfiguren als Spielzeug populär, die man in die Luft werfen konnte und die an einem Plastikfallschirm zu Boden segelten.